# هرمان رومر

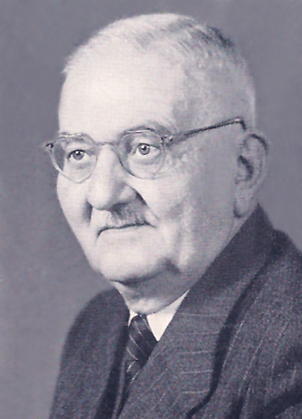
هرمان رومر ۱۹۵۰

هرمان رومر (به آلمانی: Hermann Roemer) در هشتم ژوئیه ۱۸۸۰ در اشتوتگارت آلمان چشم به جهان گشود. وی تحصیلات خود را در الهیات و فلسفه به پایان برده است. وی زیر نظر پروفسور هرینگ، هگلر، هول در دانشگاه‌های توبینگن و هال تحقیقات خود را در زمینه دین پژوهی انجام داده است. او سپس در دانشگاه باسلر به عنوان استاد مشغول به کار شده و تحقیقات خود را ادامه می‌دهد. زمینه تحقیقاتی او در مقطع دکتری در مورد بابیت و بهاییت می‌باشد. او در بیان دلیل انتخاب این موضوع می‌گوید: "در سال ۱۹۰۷ شاهد تأسیس انجمن بهائیان اشتوتگارت بودم و همواره نیاز به یک پژوهش عملی، جهت پاسخگوئی به تبلیغات بهائیت در آلمان را احساس می‌کردم." وی رساله خود را بعدها به صورت کتابی تحت عنوان "بابیت و بهائیت، پژوهشی در تاریخ مذاهب اسلامی" در سال ۱۹۱۱ منتشر می‌کند.